# Lista de ministros da Previdência Social do Brasil
Esta é uma lista de ministros da Previdência Social do Brasil.

## Ditadura militar(5.ª República)
| Nº | Foto | Nome                               | Início                 | Fim                    | Presidente      |
| -- | ---- | ---------------------------------- | ---------------------- | ---------------------- | --------------- |
| 1  |      | Arnaldo da Costa Prieto            | 2 de maio de 1974      | 4 de julho de 1974     | Ernesto Geisel  |
| 2  |      | Luís Gonzaga do Nascimento e Silva | 4 de julho de 1974     | 14 de março de 1979    | Ernesto Geisel  |
| 3  |      | Jair Soares                        | 15 de março de 1979    | 7 de maio de 1982      | João Figueiredo |
| 4  |      | Hélio Beltrão                      | 10 de maio de 1982     | 11 de novembro de 1983 | João Figueiredo |
| 5  |      | Jarbas Passarinho                  | 11 de novembro de 1983 | 14 de março de 1985    | João Figueiredo |

## Nova República(6.ª República)
| Nº      | Foto    | Nome                            | Início                  | Fim                     | Presidente                |
| ------- | ------- | ------------------------------- | ----------------------- | ----------------------- | ------------------------- |
| 6       |         | Waldir Pires                    | 15 de março de 1985     | 13 de fevereiro de 1986 | José Sarney               |
| 7       |         | Raphael de Almeida Magalhães    | 18 de fevereiro de 1986 | 22 de outubro de 1987   | José Sarney               |
| 8       |         | Renato Archer                   | 27 de outubro de 1987   | 28 de julho de 1988     | José Sarney               |
| 9       |         | Jader Barbalho                  | 29 de julho de 1988     | 14 de março de 1990     | José Sarney               |
| 10      |         | Antônio Rogério Magri           | 15 de março de 1990     | 19 de janeiro de 1992   | Fernando Collor           |
| 11      |         | Reinhold Stephanes              | 20 de janeiro de 1992   | 2 de outubro de 1992    | Fernando Collor           |
| 12      |         | Antônio Britto                  | 15 de outubro de 1992   | 15 de dezembro de 1993  | Itamar Franco             |
| 13      |         | Sérgio Cutolo dos Santos        | 15 de dezembro de 1993  | 1 de janeiro de 1995    | Itamar Franco             |
| 14      |         | Reinhold Stephanes              | 1 de janeiro de 1995    | 3 de abril de 1998      | Fernando Henrique Cardoso |
| 15      |         | Waldeck Ornelas                 | 7 de abril de 1998      | 24 de fevereiro de 2001 | Fernando Henrique Cardoso |
| 16      |         | Roberto Brant                   | 12 de março de 2001     | 8 de março de 2002      | Fernando Henrique Cardoso |
| 17      |         | José Cechin                     | 8 de março de 2002      | 1 de janeiro de 2003    | Fernando Henrique Cardoso |
| 18      |         | Ricardo Berzoini                | 1 de janeiro de 2003    | 23 de janeiro de 2004   | Luiz Inácio Lula da Silva |
| 19      |         | Amir Lando                      | 23 de janeiro de 2004   | 22 de março de 2005     | Luiz Inácio Lula da Silva |
| 20      |         | Romero Jucá                     | 22 de março de 2005     | 21 de julho de 2005     | Luiz Inácio Lula da Silva |
| 21      |         | Nelson Machado                  | 21 de julho de 2005     | 29 de março de 2007     | Luiz Inácio Lula da Silva |
| 22      |         | Luiz Marinho                    | 29 de março de 2007     | 3 de junho de 2008      | Luiz Inácio Lula da Silva |
| —       |         | Carlos Eduardo Gabas (interino) | 3 de junho de 2008      | 11 de junho de 2008     | Luiz Inácio Lula da Silva |
| 23      |         | José Barroso Pimentel           | 11 de junho de 2008     | 30 de março de 2010     | Luiz Inácio Lula da Silva |
| 24      |         | Carlos Eduardo Gabas            | 31 de março de 2010     | 31 de dezembro de 2010  | Luiz Inácio Lula da Silva |
| 25      |         | Garibaldi Alves Filho           | 1.º de janeiro de 2011  | 1.º de janeiro de 2015  | Dilma Rousseff            |
| 26      |         | Carlos Eduardo Gabas            | 1 de janeiro de 2015    | 1 de outubro de 2015    | Dilma Rousseff            |
| Extinto | Extinto | Extinto                         | 2 de outubro de 2015    | 12 de maio de 2016      | Dilma Rousseff            |
| Extinto | Extinto | Extinto                         | 12 de maio de 2016      | 1.º de janeiro de 2019  | Michel Temer              |
| Extinto | Extinto | Extinto                         | 1.º de janeiro de 2019  | 1.º de janeiro de 2023  | Jair Bolsonaro            |
| 27      |         | Carlos Lupi                     | 1.º de janeiro de 2023  | 2 de maio de 2025       | Luiz Inácio Lula da Silva |
| 28      |         | Wolney Queiroz                  | 2 de maio de 2025       | atualidade              | Luiz Inácio Lula da Silva |